# Roland Truchon
Pour les articles homonymes, voir Truchon.
Roland Severin Truchon est un artiste peintre et photographe québécois, né à La Malbaie en septembre 1920 et mort accidentellement dans le parc des Laurentides le 2 juillet 1961. Élève d’Alfred Pellan, il fut co-signataire avec lui et treize autres artistes du manifeste Prisme d'yeux, lancé le 4 février 1948 avant le Refus global des Automatistes. Il exposa ensuite ses œuvres en solo surtout.

## Biographie
Roland (Severin) Truchon est né le 21 septembre 1920 dans Charlevoix, au Québec. Cadet des enfants de Marie Girard, de Saint-Fidèle et de Severin Truchon, un charpentier à La Malbaie, il grandit parmi ses sœurs Bernadette, Rose-Alba, Cécile et ses frères Robert et Ronald. Ayant été baptisé du même prénom que son père, c’est lui-même qui opte pour le prénom de « Roland », qu’il fera éventuellement enregistrer dans les registres officiels.
Le jeune Roland perd l’usage d’une de ses jambes vers 6 ans, à cause de la poliomyélite. La famille quitte alors La Malbaie pour emménager avec lui dans le quartier de Limoilou, à proximité de Québec, et lui permettre plus de choix d’études et de carrière.
Il devient diplômé de l'École des beaux-arts de Québec, en 1945. Il y rencontre Irène Pouliot, qui deviendra son épouse, en 1949, puis la mère de leur fille Claire.
Truchon quitte Québec pour Montréal à l’automne 1945. Il y poursuit ses apprentissages en peinture auprès d’Alfred Pellan, d’une part. Ce dernier enseigne alors au Cours supérieur de peinture de l’École des beaux-arts de Montréal, après avoir lui-même étudié à Québec et Paris, côtoyé Picasso, Miro et autres grands, et reçu des prix prestigieux, pour sa propre peinture.
En même temps, Truchon suit des cours de photographie et reliure d’art à l’École des arts graphiques de Montréal, où il fait la connaissance d’Albert Dumouchel entre autres.
En février 1948, on retrouve Roland Truchon parmi les cosignataires du manifeste « Prisme d'yeux », lancé lors d’une exposition conjointe et rédigé par Jacques de Tonnancour avec Alfred Pellan et 12 autres artistes. Ceux-ci s’y déclarent entre autres libres de toute idéologie restrictive : « Nous cherchons une peinture libérée de toute contingence de temps et de lieu, d'idéologie restrictive et conçue en dehors de toute ingérence littéraire, politique, philosophique ou autre qui pourrait adultérer l'expression et compromettre sa pureté ».
Les signataires sont un regroupement de 15 artistes peintres, graveurs, sculpteurs ou poètes, dont certains grands amis de Truchon, Mimi Parent, Léon Bellefleur, Jean Benoit, Albert Dumouchel, Gabriel Filion, Roland Giguère entre autres. (Voir photo d’une partie du groupe dont Truchon, Léon Bellefleur et Albert Dumouchel).
Les artistes du Prisme d’yeux explorent, chacun à leur manière, des façons de s’exprimer sortant des standards académiques rigides du Québec de l’époque, sans opter alors pour l’art abstrait. D’autres artistes avec Paul-Émile Borduas, un enseignant de l’École du meuble de Montréal et peintre automatiste, publieront le Refus global .
Truchon peint à cette période des nus, natures mortes et scènes diverses à la manière cubiste entre autres, dans des teintes souvent ocrées (cf coll. privée de C. Truchon). Il expérimente la technique du cadavre exquis avec Pellan et d’autres artistes nommés plus haut. Il collabore en outre avec Pellan à peindre des décors de théâtre à Montréal.
En 1949, à l’occasion d’un séjour au lac Bouchette, Truchon découvre avec émerveillement le monde de l’infiniment petit sous microscope, en collaborant à une œuvre documentaire sur le sujet du Père Venance, un biologiste et moine capucin.
Il s’en inspire pour produire ensuite une série d’œuvres colorées, avec techniques mixtes (ex. : encre, huile et gouache), hautement originales, dont le Musée du Québec achète deux exemplaires. Il exécute en outre à l’époque une grande toile semi-figurative représentant François d'Assise entouré d’oiseaux et bêtes sous le soleil, le tout en couleurs primaires (rouge, jaune et bleu) sur fond noir, pour la paroisse de Limoilou à Québec (cf esquisse de coll. privée de C. Truchon).
Jusqu’à sa mort accidentelle, survenue en 1961, ses nombreuses huiles se font de plus en plus abstraites et les jeux de relief, comme des vagues dues à l’application de la peinture à coups de spatule, contribuent à la richesse de l’œuvre tout autant que le choix des couleurs, contrastées, de plus en plus vives (photo de coll. privée de C. Truchon, Irène Truchon,).
En parallèle, il continue de s’exprimer à travers la photographie d’art, qu’il imprime lui-même dans sa chambre noire à la maison. Il débute avec ce medium un projet conjoint, avec son ami Gilles Carle,son premier film devenu cinéaste par la suite. La revue Vie des Arts publie éventuellement, après sa mort, une de ses photos prises aux Iles de la Madeleine et ayant paru, parmi d’autres, dans une émission télévisée de la Société Radio-Canada (1961).
Entre 1952 et 1961, Roland Truchon est en fait aussi employé à plein temps au service de la section des Arts graphiques de la Société Radio-Canada, à Montréal, où il partage un local avec les artistes Frédéric Back et Gilles Carle, ses collègues de travail. Truchon y a été l’auteur de nombreuses photos d’art et éléments graphiques originaux (décors, dessins, génériques) vus en de nombreuses émissions télévisées de l’époque (ex. : Point de Mire , animé par René Lévesque, les Couche-tard , etc.).
Dans un petit film d’archives, on reconnaît d’ailleurs sa silhouette avec son béret et son inséparable canne, marchant avec un petit groupe pour appuyer la grève des réalisateurs de la Société Radio-Canada, survenue en 1957-1958.
Roland Truchon a exposé ses toiles entre 1945 et 1961 au Musée de la province de Québec (maintenant le Musée national des beaux-arts du Québec), au Palais Montcalm de Québec et au musée des beaux-arts de Montréal, entre autres. À titre d’exemple, en 1957 il participait à une tournée d’exposition du groupe l’Association des Artistes non figuratifs du Québec.
Il a aussi exposé en solo à plusieurs reprises à la Galerie Denyse Delrue, à Montréal. La majeure partie de ses œuvres fait partie de collections privées diverses.
Roland Truchon perd la vie dans un accident de la route survenu le 2 juillet 1961 dans le Parc des Laurentides. Son épouse Irène est grièvement blessée également.

## Expositions et bibliographie
- Octobre 1946 : Palais Montcalm, Québec, Le Soleil, 1946/10/23.
- Septembre 1947 : Palais Montcalm , Québec "Exposition de Roland Truchon, 2e salon" (Le Soleil de Québec, 1947/09/29, page 12).
- Février 1948 : Exposition avec les autres membres de Prisme d'yeux à l'Annexe de l'Art Association, rue Ontario, Montréal. (La jeune peinture. La Presse 1948/02/06 p. 4)
- 8 au 25 avril 1948 : Musée du parc des champs de bataille, Québec. Exposition artistique. Soixante artistes peintres et sculpteurs exposent leurs œuvres à Québec. La Presse, 1948/04/07, page 12
- Février 1951 : Musée de l' A.P.I. Liège, Belgique. Les jeunes peintres Canadiens exposent leurs toiles à Liège, article de Roland Giguère, 15 février 1951 Le Devoir , page.6
- Septembre 1951 : Exposition provinciale, Québec Vif succès des Québécois dans les Concours d'Arts et de photographie 3e prix de peinture : Roland Truchon. Le Soleil 1951/09/06 page 3 http://numerique.banq.qc.ca/patrimoine/details/52327/3176132?docsearchtext=Roland%20Truchon%20exposition
- 17 décembre 1952 au 9 janvier 1953 : Palais Montcalm, Québec. Exposition de Irène et Roland Truchon, (L.P.M.) article paru dans Le Soleil, 31 décembre 1952, page 8
- 22 octobre au 7 novembre 1954 : Musée des Beaux-Arts de Montréal. La saison nouvelle au Musée des Beaux-Arts, avec Herman Heimlich, Gérard Tremblay. Galerie XII La Presse,1954/10/04, page 9.http://numerique.banq.qc.ca/patrimoine/details/52327/2878363?docsearchtext=Roland%20Truchon%20exposition:https://archivescanada.accesstomemory.ca/herman-heimlich-gerard-tremblay-roland-truchon-paintings-2 https://www.mbam.qc.ca/wp-content/uploads/2016/07/mbam-repertoire-des-expositions-depuis-1860.pdf (page 74)
- Février 1956 : Restaurant Hélène de Champlain Ile Ste Hélène, Montréal. Une exposition qui laisse espérer que l'artiste pourra "vivre dans la cité" . La Presse, 28 février 1956 pages 36 et 37.
- 22 février au 17 mars 1957 : Musée des Beaux-Arts de Montréal. 2e exposition annuelle de l'Association des artistes non-figuratifs de Montréal
- 12-23 mai 1958 : 1re Galerie Denyse Delrue, 1520 rue Crescent, Montréal. Sources : Dans les galeries, Vie des Arts nu. 10, printemps 1958, p. 44; "Les expositions" La Presse.1958/05/24 page 51 http://numerique.banq.qc.ca/patrimoine/details/52327/2874817?docsearchtext=Roland%20Truchon%20exposition+
- Notes brèves sur quelques galeries et lieux d'exposition par Hélène Sicotte. Page 64. Journal of Canadian Art History / Annales d'histoire de l'art Canadien. Vol. 16, No. 2 (1995), pp. 48–76 Published by: Journal of Canadian Art History Stable URL: https://www.jstor.org/stable/42616648Page Count: 29
- Janvier 1959 : Galerie Denyse Delrue, rue Crescent, Montréal. L'Exposition des peintres grévistes de Radio-Canada: Enchère menée par René Lévesque., la Presse 27/01/1959 page 4 "(...) des peintres fort bien connus des amateurs de peinture montréalais"). http://numerique.banq.qc.ca/patrimoine/details/52327/2829300?docsearchtext=Roland%20Truchon%20exposition
- Notes brèves sur quelques galeries et lieux d'exposition par Hélène Sicotte. P.68 Journal of Canadian Art History / Annales d'histoire de l'art Canadien. Vol. 16, No. 2 (1995), pp. 48–76 Published by: Journal of Canadian Art History Stable URL: https://www.jstor.org/stable/42616648Page Count: 29
- Octobre 1959* 2e Galerie Denyse Delrue, 2080 rue Crescent Montréal. Source : Notes brèves sur quelques galeries et lieux d'exposition par Hélène Sicotte. P.68 Journal of Canadian Art History / Annales d'histoire de l'art Canadien. Vol. 16, No. 2 (1995), pp. 48–76 Published by: Journal of Canadian Art History Stable URL: https://www.jstor.org/stable/42616648Page Count: 29
- Novembre 1960 : Place d'Youville, Québec "Au Comité féminin de l'orchestre symphonique de Québec" toile donnée et exposée à Place d'Youville. à Québec Le Soleil 1960/11/23
- Décembre 1960 : 2e Galerie Denyse Delrue, 2080 rue Crescent, Montréal. Exposition de Roland Truchon, article de Sarrazin, Jean, La Presse, 1960/12/01 pages 16 et 69 http://numerique.banq.qc.ca/patrimoine/details/52327/2756130?docsearchtext=Roland%20Truchon%20exposition
- Notes brèves sur quelques galeries et lieux d'exposition par Hélène Sicotte. Page 72 Journal of Canadian Art History / Annales d'histoire de l'art Canadien. Vol. 16, No. 2 (1995), pp. 48–76 Published by: Journal of Canadian Art History Stable URL: https://www.jstor.org/stable/42616648Page Count: 29
- Octobre 1961 : Centre d'art, Ville d'Anjou (Une exposition au Centre d'art de Ville d'Anjou). Article de Claude Jasmin, LaPresse 1961/10/18 p. 39

Documents où des reproductions d’œuvres de Roland Truchon sont publiées :
- "Etamage" (1960) peinture à l'huile, à la spatule, de Roland Truchon in Exposition de Roland Truchon, article de Sarrazin,Jean, La Presse, 1960/12/01 page 16 http://numerique.banq.qc.ca/patrimoine/details/52327/2756130?docsearchtext=Roland%20Truchon%20exposition
- "La nappe fleurie"(1946) fusain de Roland Truchon in Le soleil de Québec 1946/10/23, p. 3 http://numerique.banq.qc.ca/patrimoine/details/52327/3189569?docsearchtext=Roland%20Truchon%20exposition
- "Les jeux de la nuit" (1947) peinture de R. Truchon in: Les Ateliers d'Arts graphiques / Directeur artistique: Albert Dumouchel. Imprimé à Montréal à l'Ecole des Arts Graphiques 21 février 1949 http://numerique.banq.qc.ca/patrimoine/details/52327/3189906?docsearchtext=Roland%20Truchon%20exposition

Documents où des œuvres de Roland Truchon sont commentées ou décrites :
- Une exposition d'Irène et Roland Truchon (L.P.M.) article paru dans Le Soleil, 31 décembre 1952, page 8 http://numerique.banq.qc.ca/patrimoine/details/52327/3172097?docsearchtext=Roland%20Truchon%20exposition
- L'Exposition des peintres grévistes de Radio-Canada: Enchère menée par René Lévesque, article paru dans la Presse 27/01/1959 page 4.
- Exposition de Roland Truchon, article de Jean Sarrazin paru dans La Presse, 1960/12/01 pages 16 et 69 http://numerique.banq.qc.ca/patrimoine/details/52327/2756130?docsearchtext=Roland%20Truchon%20exposition
- Hommage à Roland Truchon, article de Guy Viau paru dans Le Devoir, 31 juillet 1961, p. 6. http://numerique.banq.qc.ca/patrimoine/details/52327/2778277?docsearchtext=Roland%20Truchon%20exposition
- Roland Truchon, article (hommage) de Jean Sarrazin, paru dans La Presse, le 5 août 1961
- Une exposition au Centre d'art de Ville d'Anjou, article de Claude Jasmin, paru dans La Presse , 18 octobre 1961, p. 39 http://numerique.banq.qc.ca/patrimoine/details/52327/2756732?docsearchtext=La%20Presse%201961%2F10%2F18
- Viau, Guy: Peinture moderne au Canada Français (1964) Ministère des affaires culturelles du Québec, Québec, pp 81–82. http://numerique.banq.qc.ca/patrimoine/details/52327/2988986?docref=--0f23iAmJwInKKFcn2zBw&docsearchtext=Roland%20Truchon%20exposition